# Claudiópolis (Capadocia)
Claudiópolis (griego Κλαυδιόπολις), «ciudad de Claudio» fue una antigua ciudad de Capadocia mencionada por Plinio el Viejo.  De su nombre se puede aducir que fue llamada así en honor al emperador romano Claudio.
En 493, durante la Guerra isáurica (492-497), el general romano Diogeniano puso sitio a esta ciudad, pero su ejército fue bloqueado por los isaurios. El cónsul romano Flavius Iohannes qui et Gibbus obtuvo una victoria abrumadora sobre los isaurios.